# Hansine Gerdtzen
Hansine Emilie Gerdtzen, född 21 januari 1838 i Köpenhamn, död där 14 mars 1910, var en dansk lärare. Hon var en av Nathalie Zahles medarbetare och utvecklade tillsammans med henne det första gymnasiet för kvinnor. 